# يوزف كوالسكي (كاهن كاثوليكي)
يوزف كوالسكي (بالبولندية: Józef Kowalski)‏ هو كاهن كاثوليكي بولندي، ولد في 13 مارس 1911 في بولندا، وتوفي في 4 يوليو 1942 في معسكر أوشفيتز بيركينو في بولندا.